# Intelligenzalter
Der Begriff Intelligenzalter wurde Anfang des 20. Jahrhunderts von Alfred Binet im Zusammenhang mit dem Binet-Simon-Test eingeführt, um die Intelligenz von Schulkindern vergleichen zu können. Er bezeichnet das Alter, das für eine bestimmte, im Intelligenztest gemessene, mentale Leistungsfähigkeit im Durchschnitt zu erwarten ist. In der modernen Psychologie hingegen wird die kognitive Leistungsfähigkeit üblicherweise über die Abweichung des individuellen Wertes von denen einer Vergleichsgruppe ermittelt (siehe Intelligenzquotient).

## Geschichte
Nach Einführung der allgemeinen Schulpflicht in Frankreich entwickelte Binet Testaufgaben, die möglichst trennscharf erst ab einem bestimmten Lebensalter bewältigt werden konnten, sodass im Populationsdurchschnitt das Lebensalter mit dem Intelligenzalter identisch ist. 
Ein Unterschied (Vorsprung oder Rückstand) zwischen Lebens- und Intelligenzalter ist in jungen Jahren viel dramatischer als im höheren Alter. Ein fünfjähriges Kind mit Intelligenzalter 4 hat eine viel schlechtere Prognose als ein zehnjähriges Kind mit Intelligenzalter 9 („Die Schere geht auseinander“).
Dieses Problem veranlasste William Stern, Lebensalter und Intelligenzalter ins Verhältnis zu setzen und so den „Intelligenzquotienten“ (IQ) zu erfinden:
{\displaystyle IQ={\frac {Intelligenzalter}{Lebensalter}}\times 100}
Analog dazu ergibt sich eine Formel für das Intelligenzalter:
{\displaystyle Intelligenzalter={\frac {IQ\times Lebensalter}{100}}}
Hat zum Beispiel ein 10-jähriges Kind einen IQ von 120, so wird ihm ein Intelligenzalter von 12 Jahren zugeschrieben.
Diese historische Definition wird heute nicht mehr verwendet, siehe Hauptartikel Intelligenzquotient.